# 히라모토 다이스케
히라모토 다이스케(일본어: 平本 大介, 1974년 11월 21일 ~ )는 일본의 전 축구 선수이다.

## 구단 경력
과거 오미야 아르디자에서 활동하였다.